# Вискушенко, Алексей Игоревич
Алексей Игоревич Вискушенко (31 марта 1989, Минск) — белорусский футболист, нападающий, чемпион Беларуси 2008 года в составе борисовского БАТЭ.

## Карьера

### Клубная
Воспитанник минских футбольных школ «Торпедо» и СДЮСШОР «Динамо», первый тренер — Алексей Евгеньевич Кузнецов.
С 2006 года выступал за дублирующий состав борисовского БАТЭ, в 2008 году переведён в основу и подписал трёхлетний контракт. Дебютный матч за основной состав клуба сыграл 12 апреля 2008 года в матче чемпионата Беларуси против жодинского «Торпедо». Всего в сезоне-2008 Алексей провёл за клуб 7 матчей в чемпионате страны, 3 — в Кубке Беларуси и 1 — в Лиге чемпионов. В начале 2009 года «БАТЭ» расторг контракт с Вискушенко по медицинским показателям — у Алексея были обнаружены проблемы с сердцем, ему порекомендовали закончить карьеру.
С 2009 года Вискушенко выступал за «Клеческ» во Второй лиге Беларуси, был ведущим форвардом клуба. В 2010 году стал лучшим бомбардиром лиги с 30 голами, а его команда заняла третье место и вышла в первую лигу. В течение следующих двух сезонов он продолжал играть за «Клеческ», но в середине 2012 года команда прекратила существование из-за банкротства.
После ухода из «Клеческа» Алексей завершил карьеру из-за продолжающихся проблем со здоровьем.

### В сборной
В 2009 году сыграл один матч за молодёжную сборную Беларуси и забил в нём гол.